# Will Ogrinc
Willem Hubert Louis (Willy, Wil, Will) Ogrinc (Kerkrade, 29 maart 1951 – Utrecht, 21 maart 2018) was een Nederlands dichter en biograaf.

## Biografie
Ogrinc was een zoon van mijnwerker Leonard Hubert Ogrinc en Johanna Catharina Crombach. In het jaar dat hij geboren werd kwam zijn broertje Heini (1946-1951) door een ongeval om het leven. Hij studeerde middeleeuwse geschiedenis en was laatstelijk docent in dat vak aan de Rotterdamse hogeschool. In 1976 publiceerde hij een interview met Boudewijn Büch van wie hij eerder de dichtbundel Nogal droevige liedjes voor de kleine Gijs had besproken, een dichtbundel die ging over Büchs vermeende liefde voor jonge jongetjes. Rond 1978 gaf hij Jeugdige zondaars te Konstantinopel van de journalist Esgo Taco Feenstra Kuiper (1857-1908) uit, dat onder andere inging op de toegankelijke efeben in de genoemde plaats. Hij debuteerde als dichter in 1981 bij Ger Kleis op diens pers Sub Signo Libelli met Secretum secretorum dat ook de liefde voor jongens tot onderwerp had. Zijn 'levenswerk' lijkt echter geweest te zijn de biografie van Jacques d’Adelswärd-Fersen (1880-1923) waarvan hij een eerste versie in 1994 in het Amsterdamse, Engelstalige tijdschrift Paedika. The Journal of Paedophilia publiceerde, en waarvan een vierde en laatste versie in 2014 op het internet verscheen; dit artikel droeg als opdracht 'In memoriam Heini J.A. Ogrinc (1946-1951)'.  Adelswärd is bekend vanwege zijn literaire werk, maar ook vanwege zijn interesse in jongens van rond de 15 jaar oud, en het schandaal dat hij mede in 1903 in Parijs veroorzaakte. Ogrinc was degene die voor het eerst in 2003 de bewaard gebleven Parijse processtukken inzake Adelswärd inzag. In de literatuur over Adelswärd wordt deze biografische publicatie sindsdien altijd vermeld.
Drs. W.H.L. Ogrinc overleed in 2018 op 66-jarige leeftijd.

### Eigen werk
- [Over: Büch, Boudewijn. Nogal droevige liedjes voor de kleine Gijs: gedichten. Amsterdam, 1976], in: De vernis 1 (1976-1977) 1 (1976), p. 12-13
- 'Gesproken met Boudewijn Büch', in: De vernis 1 (1976-1977) 2 (winter 1976), p. 5-17.
- Secretum secretorum. [Amsterdam], 1981.
- Rosa rubea. Seu decor evigilans Hagæ comitis.  [Amsterdam], 1982.
- 'Badende jongens, 2. Opkomst en neergang van een beeldig cliché (c. 1850 - c. 1950)', in: OK. Info-magazine over ouderen, kinderen, relaties (1987) 6 (maart), p. 26-35.
- 'Boyhood paedophilia & ephebophilia selected bibliography (c. 1987-1997)', in: Tegendeel (zomer 1997).
- Boyhood and Adolescence, Ephebophilia, Hebephilia, and Pædophilia : A Selected Bibliography. Paris, Quintes-feuilles, 2017.

### Bezorging
- E.T. Feenstra Kuiper, Jeugdige zondaars te Konstantinopel. Tilburg, [ca. 1978] [oorspronkelijke uitgave: 1905].